# Madhuca hirtiflora
Madhuca hirtiflora är en tvåhjärtbladig växtart som först beskrevs av Henry Nicholas Ridley, och fick sitt nu gällande namn av Herman Johannes Lam. Madhuca hirtiflora ingår i släktet Madhuca och familjen Sapotaceae. Inga underarter finns listade i Catalogue of Life.